# 雅布龙河畔圣樊尚
雅布龙河畔圣樊尚（法語：Saint-Vincent-sur-Jabron，法語發音：[sɛ̃ vɛ̃sɑ̃ syʁ ʒabʁɔ̃]）是法国上普罗旺斯阿尔卑斯省的一个市镇，位于该省西北部，属于福卡尔基耶区。

## 地理
雅布龙河畔圣樊尚（44°10'15"N, 5°44'31"E）面积30.2 平方千米，位于法国普罗旺斯-阿尔卑斯-蓝色海岸大区上普罗旺斯阿尔卑斯省，该省份为法国东南部内陆省份，北起上阿尔卑斯省，西接沃克吕兹省，西北接德龙省，南至瓦尔省，东临滨海阿尔卑斯省，东北部与意大利接壤。
与雅布龙河畔圣樊尚接壤的市镇（或旧市镇、城区）包括：米拉瓦伊新堡、屈雷勒、拉尔迪耶、雅布龙河畔努瓦耶、圣艾蒂安莱索尔格、埃乌尔。

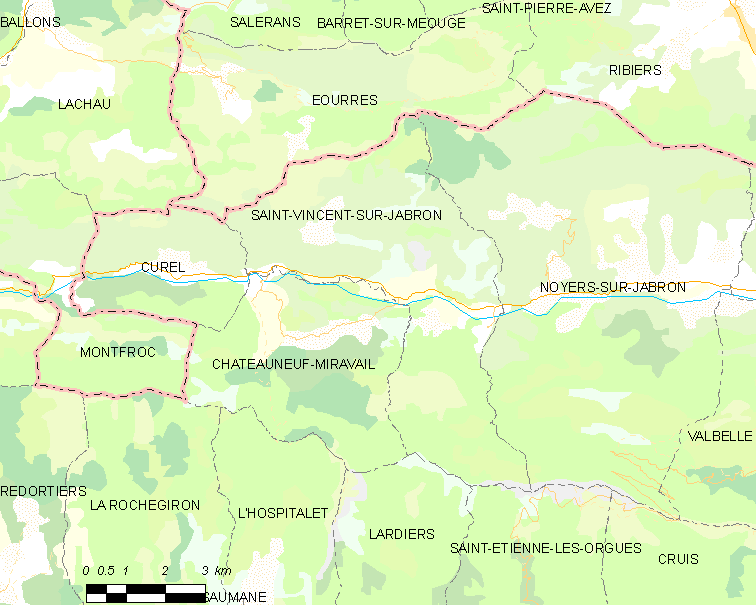
雅布龙河畔圣樊尚的OSM定位图

雅布龙河畔圣樊尚的时区为UTC+01:00、UTC+02:00（夏令时）。

## 行政
雅布龙河畔圣樊尚的邮政编码为04200，INSEE市镇编码为04199。

## 政治
雅布龙河畔圣樊尚所属的省级选区为锡斯特龙县。

## 人口

1962-2008年间雅布龙河畔圣樊尚人口变化图示

雅布龙河畔圣樊尚于2022年1月1日时的人口数量为168人。